# Elgitarr

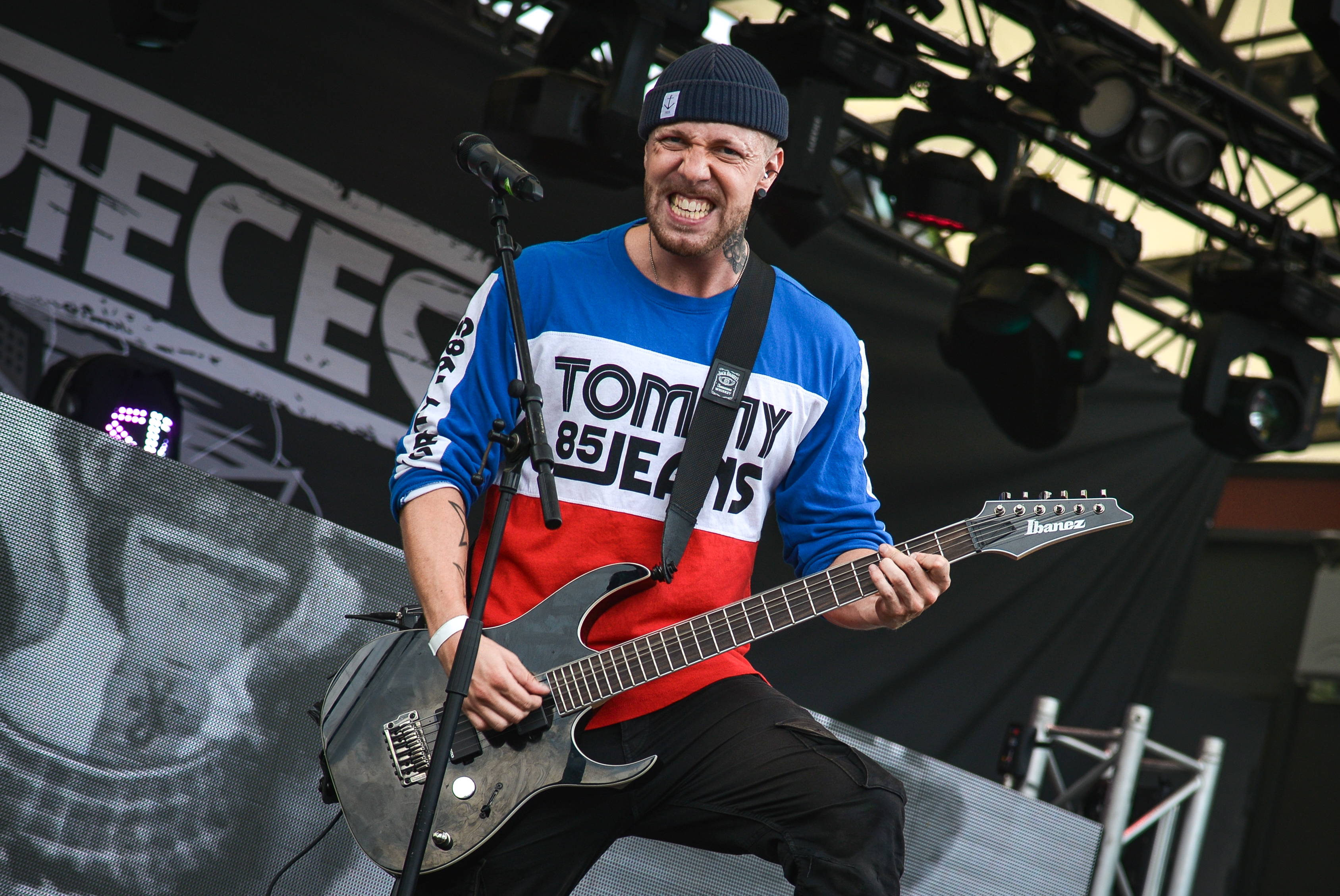
Smash Into Pieces med Benjamin Jennebo på gitarr under ett gig i Kungsträdgården 2018.

En elgitarr är en elektrofon, baserad på en gitarr, som bygger på tekniken med en eller flera pickuper placerade under strängarna som utgör den svängande delen. Pickupen består av en magnet och en spole. När metallsträngarna vibrerar i fältet från magneten skapas en ström i spolen som varierar i takt med strängens vibrationer. Denna ström kan sedan förstärkas och producera ljudet från gitarren, som normalt sett har mycket lite ljud i sig själv. Det finns flera sorters pickuper, till exempel single coil- och humbucker-pickuper. Även ovanligare varianter som Tri Coil och Piezo finns. Om gitarren har mer än en pickup har den oftast också en switch, där det går att välja mellan de olika pickuper eller kombinationer av dem. I övrigt är den ganska lik en vanlig gitarr, men istället för en ljudlåda har den oftast en solid kropp.
Elgitarren utgör ett grundinstrument inom en mängd olika musikstilar, till exempel rock, blues, punk, metal, rock'n'roll med flera.

## Historia

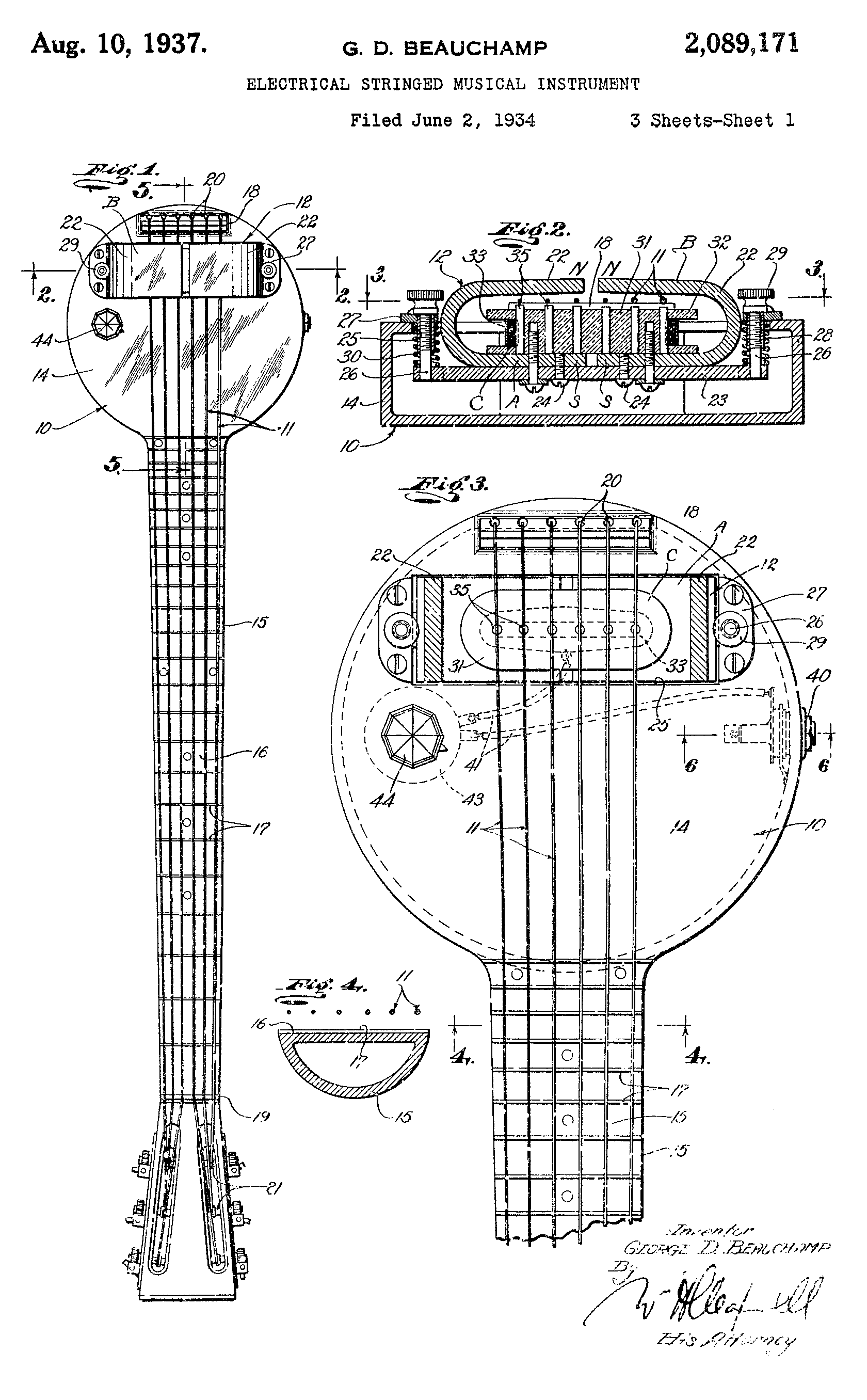
Ritning till Rickenbackers "stekpanna" från patentansökan 1934.

Under slutet av 1800-talet och början av 1900-talet användes gitarren främst som ackompanjemangsinstrument till sång eller dans i till exempel blues och flamenco. I takt med framväxandet av nya musikstilar, framförallt jazz och rythm & blues fick gitarren svårt att höras över mer ljudstarka instrument, och gitarrister experimenterade med olika former av förstärkning för att höras.
Under 1920-talet gjordes en del tidiga experiment med inbyggda mikrofoner av gitarrmakaren Gibson, där teknikern Lloyd Loar stod för konstruktionen. Loar använde elektrostatiska mikrofoner som fångade upp vibrationer i gitarrkroppen, men denna lösning blev aldrig riktigt populär. 
I slutet av 1920-talet experimenterade musikern och uppfinnaren George Beauchamp som arbetade vid National String Instrument Corporation med olika former av mikrofoner till lap steel gitarrer. Hans experiment blev inte riktigt lyckade, men så småningom slog han sig ihop med en kollega, den blott 17-årige Paul Barth som dessutom var systerson till en av Nationals ägare, John Dopyera  och tillsammans lyckades de med hjälp av två hästskomagneter och lite koppartråd skapa den första riktiga gitarrpickupen. I början av 30-talet lämnade Dopyera företaget som en följd av långvariga konflikter med de övriga ägarna vilket skapade stora problem för National och det blev dags för Beauchamp och Barth att hitta en ny försörjning. De slog sig ihop med en av Nationals leverantörer, den Schweiziskfödde mekanikern Adolph Rickenbacker som förutom ett färdigt mekanikföretag också hade pengar nog att starta företaget Ro-Pat-In vars affärsidé var att tillverka och sälja elektriska stränginstrument, framförallt gitarrer. Företagets storsäljare var A-22, vanligen kallad the frying pan (stekpannan) på grund av sin form - en liten rund kropp och en lång, smal hals. A-22 var en lap steel-gitarr av trä eller gjuten aluminium med den av Barth och Beauchamp konstruerade pickupen. Gitarren patentsöktes 1934 och patentet beviljades den 10 augusti 1937. 1934 bytte Ro-Pat-In namn till Electro String Corporation, vilket det hette fram till 1953 då det bytte namn till Rickenbacker.
Även Gibson arbetade vidare med tekniken. I mitten av trettiotalet tillverkade de en lap steel gitarr kallad E-150 (eller EH-150, EH för Electric Hawaiian) med aluminiumkropp, men produktionen var problematisk och så mycket som två tredjedelar av tillverkningen fick kasseras. Våren 1935 kontrakterade Gibson musikern Alvino Rey för att delta i arbetet med en ersättare till E-150. Till att börja med arbetade Gibson tillsammans med företaget Lyon & Healy i Chicago men ganska snart tog de helt över utvecklingen. det första resultatet var den så kallade Charlie Christian-pickupen, en sexkantig pickup som av vissa anses vara den bästa pickup som någonsin producerats. CC-pickupen användes först på lap steel gitarrer, men placerades snart på en relativt traditionell archtop av trä och lanserades under namnet ES-150 (Electric Spanish) av vilka den första levererades den 20 maj 1936 från Gibsons fabrik i Kalamazoo, Michigan. Denna gitarr är antagligen den första elgitarren av modern typ.. Den 13 juli 1937 godkändes ett patent för en elektriskt förstärkt steel guitar sökt av Guy Hart vid Gibson.
Dessa nya elektriska gitarrer blev relativt populära i jazzorkestrar och kom tidigt att användas av till exempel Eddie Durham i Jimmy Luncefords orkester. Men det var den unge Charlie Christian (1916-1942), gitarrist i Benny Goodmans band, som trots sin korta karriär hann med att förvandla gitarren till ett framträdande soloinstrument inom jazzmusiken.
De första inspelningarna med elektrisk gitarr var av "hawaiimusik" framförd på lap steel-gitarr, till exempel Andy Iona så tidigt som 1933. Bob Dunn med Milton Brown's Musical Brownies använde en steelgitarr för att spela swing på inspelningar från Decca i januari 1935 där han nästan helt övergav den Hawaii-influerade musiken till förmån för jazz och blues. Alvino Rey förde ut lap steel-gitarren till en bred publik i en stor orkestersättning, och utvecklade senare en pedal steel guitar åt Gibson.
Under 1940-talet diskuterade de tre vännerna Paul Bigsby, Les Paul och Leo Fender de problem som de elektriska gitarrerna av lap steel eller hollowbody typ drogs med i form av distorsion, övertoner och feedback. Den lösning de diskuterade var hur man kunde konstruera en väl fungerande solid elektrisk gitarr, något som både skulle lösa problemen, och göra tillverkningen billigare och enklare. Var och en av dem presenterade så småningom en egen lösning, och det är oklart vem som egentligen var först. Vanligen krediteras Les Paul med konstruktionen av den första lyckade modellen då han 1946 konstruerade en prototyp av en solid elgitarr som fick smeknamnet "the log" (stocken), ett smeknamn den fick för att den var byggd av en vanlig 4x4"-regel med en påskruvad gitarrhals.. "The Log" var dock inte en egentligt gitarrmodell, mer en prototyp. Paul Bigsby byggde 1947-48 en elektrisk gitarr formad som en relativt modern gitarr med LP kropp åt sin vän Merle Travis, medan Leo Fender slutförde sin modell 1949. Det finns dock källor som pekar på att företaget Audiovox (inte att förväxla med det företag som idag går under samma namn) tillverkade och sålde solida elgitarrer så tidigt som mitten av trettiotalet, och att företaget Slingerland marknadsförde solida elgitarrer 1939. Hur som helst var arenan härigenom satt för elgitarrens senare framgångar. 
I Sverige fanns en svensk efterföljare till Charlie Christian i gitarristen Kurt Wärngren i Uppsala, medlem av kvintetten Royal Swingers, 1941. Tillsammans med vännen, instrumentmakaren och basisten Sten Andersson tillverkade han de första svenska gitarrpickuperna, under anspråkslösa förhållanden och med köket som verkstad. I början av 1940-talet kom de i marknaden under namnet Solist (senare Wingtone), avsedda endast för Levins gitarrer. På 1950-talet lanserade gitarristen Kjell Sjölund sin egen ”Kjellmikrofon”, även denna reserverad för Levin.
1946 presenterade Gibson den första riktigt moderna gitarrpickupen, P-90, som fortfarande används. 1949 lanserades från samma företag gitarrerna E-5, den första gitarren med tre pickuper, och ES-175, den första gitarren med s.k. cutaway.
1951 lanserade förstärkartillverkaren Leo Fender tillsammans med sin affärspartner George Fullerton dels en elektrisk bas, Fender Precision Bass eller "the P-Bass", och två elektriska gitarrer, Esqier med en pickup och Broadcaster med två pickuper. Broadcaster fick på grund av en namnkonflikt med Gretsch som hade en serie trummor med samma namn byta namn till Telecaster. Under den pågående namnkonflikten levererades en del telecasters med Fenders logotyp, men utan modellnamnet. Dessa så kallade "nocasters" är idag åtråvärda samlarobjekt. Telecaster var en lätt, solid gitarr med justerbar hals och tillverkas än idag. Tre år senare lanserade Fender sin Stratocaster, möjligen den mest ikoniska av alla elgitarrer genom alla tider.
1952 lanserade Gibson sin Les Paul, deras första solidbody, och kanske också den första "signaturgitarren". Les Paul är antagligen tillsammans med Fender Stratocaster en av de allra mest kända gitarrmodellerna någonsin, och produceras fortfarande i ett stort antal modeller.
Under femtiotalet växte också rockmusiken fram ur rhythm & blues och rockabilly, med förgrundsgestalter som Bill Haley, Chuck Berry och Elvis. I denna musik har elgitarren en mycket central roll och elgitarren blev omåttligt populär. Många av de allra största artisterna sedan femtiotalet och framåt har varit gitarrister, som till exempel Jimi Hendrix, Eric Clapton, Stevie Ray Vaughan, BB King, David Gilmour, Carlos Santana med flera.
De mest betydande gitarrfabrikanterna från mitten av 1950-talet och till idag är Gibson och Fender. En känd svensk tillverkare av elgitarrer är Hagström.

## Elgitarrens delar
- 1. Huvud
- 2. Sadel
- 3. Stämskruvar
- 4. Greppband (placerade i positioner motsvarande halvtonssteg)
- 5. En eller två ställbara metallskenor (dragstänger) i halsen (under täckplatta)
- 6. Inlägg för vissa band, för att lättare kunna hitta toner
- 7. Hals och greppbräda
- 8. Halsinfästning, vanligen limmad eller fastskruvad
- 9. Kropp
- 10. Pickuper
- 11. Volym- och tonkontroller
- 12. Stall
- 13. Plektrumskydd

Elgitarren kan även ha en svajarm, som är en utstickande spak från stallet, och med hjälp av den kan man spänna eller slaka strängarna och på så sätt höja eller sänka tonhöjden för att åstadkomma effekter. En elgitarr har även ett uttag för förstärkarsladden.

## Varianter av elgitarrer

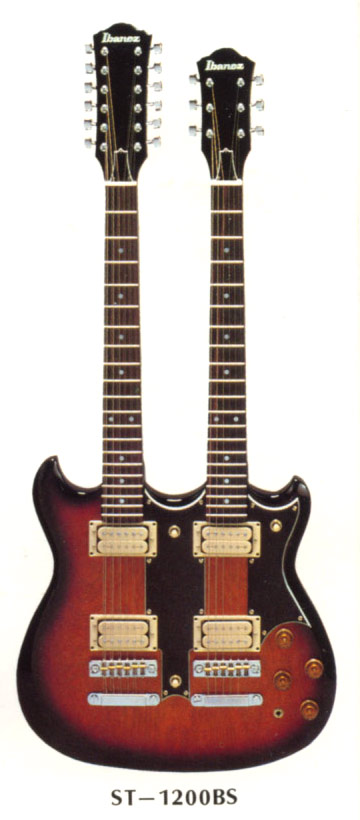
Tvåhalsad elgitarr med 6 + 12 strängar

En typisk elgitarr har sex strängar, men det finns även 12-strängade varianter (fyra låga strängpar stämda i oktaver, och två höga strängpar stämda i samma ton). Mer udda former är tvåhalsade gitarrer med 6 + 6 eller 6 + 12 strängar, samt 6 + 4 strängar, det vill säga en elgitarr- och en elbashals. Det finns även 7-, 8-, 9- och 10-strängade elgitarrer, även om de tre senare är mycket ovanliga.
Under början av 2000-talet introducerades även MIDI-gitarrer. Dessa är elgitarrer med extra elektronik där svängningsfrekvensen och anslagen omvandlas till midi-signaler, som skickas till en synthesizer, vilket gör det möjligt att få fram godtyckliga samplade eller syntetiska klanger.

## Gitarrtillverkare
Det finns idag ett mycket stort antal tillverkare av elgitarrer. Nedanstående lista skall ses endast som ett urval.
- Gibson
- Epiphone (Gibsons budgetmodeller)
- Fender Musical Instruments Corporation
- Squier (Fenders budgetmodeller)
- PRS Guitars (Paul Reed Smith)
- Ibanez
- Rickenbacker
- Hagström
- Washburn
- Gretsch
- Guild
- G&L
- Danelectro
- Jackson Guitars
- ESP-Guitars
- Ernie-ball Music Man
- Caparison guitars
- Schecter guitars

## Elgitarrister
- John Scofield
- B.B. King
- Keith Richards
- Steve Conte
- Kee Marcello
- Michael Schenker
- John Norum
- Slash (musiker)
- Dimebag Darrell
- Ritchie Blackmore
- Eric Clapton
- Jimi Hendrix
- Kirk Hammett
- James Hetfield
- Randy Rhoads
- Dregen
- Richie Sambora
- Ace Frehley
- Gus G
- Izzy Stradlin
- Zakk Wylde
- Jake E. Lee
- Jason Becker
- Marty Friedman
- Dave Mustaine
- Mark Knopfler
- Brian May
- Tony Iommi
- Jimmy Page
- Paul Stanley
- Björn Ulvaeus
- Billie Joe Armstrong